# Dieudonné Bourguignon
Abbé Dieudonné Bourguignon (Theux, 1913 – Saigon, 3 september 1974) was een Belgische geestelijke die tijdens de Tweede Wereldoorlog lid was van het verzet.

## Biografie
In 1936 werd l'Abbé Bourguignon tot priester gewijd.
Bij het uitbreken van de oorlog hielp hij in Verviers om Joden te helpen onderduiken. In 1941 was Bourguignon in Brussel een van de leiders van de Jeugdfront voor de Vrijheid. Nadien verhuisde hij naar Leuven.
Van 1943 tot het einde van de oorlog was hij een Nacht und Nebel-gevangene en verbleef hij onder meer in Kamp Esterwegen en Dachau. In het kamp van Groß Strehlitz was hij onder meer medegevangene van Lodewijk Pelgrims, een van de leden van De Zwarte Hand. Op 16 mzi 1945 werd hij bevrijd.
In 1950 trok hij naar Vietnam. Van 1951 tot 1954 was hij missionaris in Phát Diêm. Hierna vervulde hij verschillende kerkelijke betrekkingen in het land. Zijn laatste functie was hoofd van het kleinseminarie van Saigon, de stad waar hij op 3 september 1974 overleed.
Missionaris in Azië